# Nieme (fiume)
Il Nieme è un fiume della Bassa Sassonia, Germania, localizzato nel Circondario di Gottinga (Göttingen). Nasce da un fonte sotterranea situata nella foresta di Bramwald, sulle omonime colline, ha una lunghezza di 16,7 km e sfocia nel fiume Weser.